# Taphrina deformans
Taphrina deformans là một loài Ascomycetes trong họ Taphrinaceae. Loài này được Berk. & Tul miêu tả khoa học đầu tiên năm 1866.
Đây là loài gây hại phát triển phổ biến ở Uzbekistan.